# Maya Wirblad
May-Britt ”Maya” Wirblad, född 5 maj 1946 i Nederkalix församling, Norrbottens län, död 17 februari 2017 i Uppsala, var en svensk sångerska.

## Biografi
Maya Wirblad var uppvuxen i Börjelsbyn strax söder om centralorten Kalix, och började sjunga i unga år i band, ofta i norra Finland. Proffskarriären inleddes i Bäckmora Show/Midnight Singers 1969. 
Wirblad bildade gruppen Stämbandet 1970 tillsammans med sångerskan Elisabeth Lord. Lasse Berghagen, som just startat skivbolaget Exaudio, gav ut tre singlar med Stämbandet.
Norska ljudbolaget Tandberg sponsrade sedan Stämbandets album, som blev ”Veckans svenska LP-skiva” i P3 en marsvecka 1975. Det ledde till att engelska skivbolag ordnade inspelningar i London, där engelsmännen föreslog ändring av gruppnamnet från Stämbandet till Stardust.
Stämbandet lades ner 1980. 2016 kom ett nyinspelat album med Stardust, nu under namnet Stardust Revival, 40 år efter äventyren i England och övriga Europa.
Ett minnesalbum med aldrig tidigare utgivna inspelningar med Maya Wirblad gavs ut 2019. 